# Murajghil
Murajghil (arab. مريغل) – wieś w Syrii, w muhafazie Aleppo. W 2004 roku liczyła 157 mieszkańców.